# Marelle Worm
Marelle Worm (17 augustus 1989) is een Nederlands voetballer die van 2009 tot 2015 uitkwam voor ADO Den Haag in de Eredivisie Vrouwen en Women's BeNe League. Van 2022 tot 2025 was Worm hoofdtrainer van de vrouwen van Telstar.

## Spelerscarrière
Worm kwam in 2007 in het eerste elftal van Ter Leede terecht, die toen uitkwamen in de hoofdklasse. Gedurende seizoen 2009/10 maakte ze haar debuut voor ADO Den Haag, waar de club uit Sassenheim een samenwerkingsverband mee heeft. In de zomer van 2015 maakte ze bekend dat ze stopt met haar voetbalcarrière.

### Carrièrestatistieken
| Seizoen         | Club            | Land            | Competitie            | Competitie | Competitie | Beker | Beker | Internationaal | Internationaal | Overig | Overig | Totaal | Totaal |
| Seizoen         | Club            | Land            | Competitie            | Wed.       | Dlp.       | Wed.  | Dlp.  | Wed.           | Dlp.           | Wed.   | Dlp.   | Wed.   | Dlp.   |
| --------------- | --------------- | --------------- | --------------------- | ---------- | ---------- | ----- | ----- | -------------- | -------------- | ------ | ------ | ------ | ------ |
| 2009/10         | ADO Den Haag    | Nederland       | Eredivisie            | 10         | 1          | 0     | 0     | –              | –              | –      | –      | 10     | 1      |
| 2010/11         | ADO Den Haag    | Nederland       | Eredivisie            | 15         | 3          | –     | 2     | –              | –              | –      | –      | 15     | 5      |
| 2011/12         | ADO Den Haag    | Nederland       | Eredivisie            | 2          | 0          | 0     | 0     | –              | –              | –      | –      | 2      | 0      |
| 2012/13         | ADO Den Haag    | Nederland       | Women's BeNe League A | 19         | 1          | 0     | 0     | –              | –              | –      | –      | 19     | 1      |
| 2013/14         | ADO Den Haag    | Nederland       | Women's BeNe League   | 0          | 0          | 0     | 0     | –              | –              | –      | –      | 0      | 0      |
| 2014/15         | ADO Den Haag    | Nederland       | Women's BeNe League   | 4          | 0          | 0     | 0     | –              | –              | –      | –      | 4      | 0      |
| Carrière totaal | Carrière totaal | Carrière totaal | Carrière totaal       | 50         | 5          | 0     | 2     | 0              | 0              | 0      | 0      | 50     | 7      |

## Interlandcarrière

### Nederland onder 19
Op 27 september 2007 debuteerde Worm voor Nederland –19 in een kwalificatiewedstrijd tegen Duitsland –19 (7 – 0).
| Interlands van Marelle Worm | Interlands van Marelle Worm | Interlands van Marelle Worm | Interlands van Marelle Worm | Interlands van Marelle Worm | Interlands van Marelle Worm |
| №                           | Datum                       | Wedstrijd                   | Uitslag                     | Soort Wedstrijd             | Doelpunten                  |
| Als speler bij Ter Leede    | Als speler bij Ter Leede    | Als speler bij Ter Leede    | Als speler bij Ter Leede    | Als speler bij Ter Leede    | Als speler bij Ter Leede    |
| --------------------------- | --------------------------- | --------------------------- | --------------------------- | --------------------------- | --------------------------- |
| 1.                          | 27 september 2007           | Slovenië – Nederland        | 0 – 7                       | Kwalificatie EK 2008        | 0                           |
| 2.                          | 29 september 2007           | Nederland – Moldavië        | 11 – 0                      | Kwalificatie EK 2008        | 0                           |

## Trainerscarrière
Worm was van 2019 tot 2022 hoofdtrainer van de amateurs van RKVV DSS. In 2022 werd ze hoofdtrainer van het heropgerichte Telstar. In haar debuutseizoen wist ze met de Witte Leeuwinnen de tiende plaats te behalen. In haar tweede seizoen leidde Worm haar ploeg naar een elfde plaats, met als hoogtepunt een gelijkspel tegen Ajax op Sportpark De Toekomst. In het derde seizoen, het laatste seizoen voor Worm als trainer van Telstar door de overgang naar Hera United, strijdt Worm met haar ploeg tegen degradatie. Daarvoor kreeg ze dankzij Hera United de beschikking over speelsters als Samya Hassani, Akari Takeshige, Sydney Blomquist en Soraya Verhoeve. Op 6 februari 2025 kondigde Worm aan na het seizoen 2024/25 te vertrekken als trainer van Telstar. In een persbericht maakte Telstar bekend op 19 februari 2025 per direct afscheid te nemen van Worm als gevolg van de herstructurering die plaatsvond door de overname van Telstar door Hera United.

## Erelijst

### MetADO Den Haag
| Nationaal                |    |                  |
| Nederlands landskampioen | 1× | 2011/12          |
| KNVB beker               | 2× | 2011/12, 2012/13 |